# Katarzyna Pułkośnik
Katarzyna Pułkośnik (ur. 3 marca 1986) – polska judoczka.
Była zawodniczka klubów: KS AZS AWF Warszawa (2004-2005), UKS Narew Łapy (2000-2013). Pięciokrotna medalistka zawodów pucharu świata seniorek (Budapeszt 2006 - brąz, Tallin 2006 brąz, Praga 2007 - brąz, Rotterdam 2008 - brąz, Praga 2009 - brąz). Brązowa medalistka młodzieżowych mistrzostw Europy 2007. Brązowa medalistka mistrzostw Europy seniorek 2007 w turnieju drużynowym. Srebrna medalistka zawodów Pucharu Europy seniorek w Boras 2008. Pięciokrotna mistrzyni Polski seniorek (2004, 2005, 2006, 2008, 2010), dwukrotna wicemistrzyni (2007, 2011) i trzykrotna brązowa medalistka (2003, 2009, 2012). Startowała w kategorii do 48 kg. Kaskaderka filmowa.